# Nomura Motoni

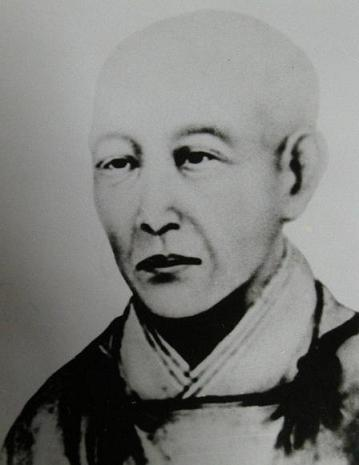
Nomura Motoni

Nomura Motoni (japanisch 野村 望東尼, Vorname auch Bōtō oder Bōtōni gelesen; geboren 17. Oktober 1806 in Fukuoka (Provinz Chikuzen); gestorben 1. Dezember 1867 in Mitajiri Provinz Suō) war eine politisch aktive japanische Dichterin in der späten Edo-Zeit. 

## Leben und Wirken
Nomura Motoni war die dritte Tochter von Urano Katsutsune (浦野 勝常), einem Gefolgsmann des in Fukuoka residierenden Kuroda-Klans, und hieß Moto (モト). Sie heiratete mit 17 Jahren, wurde aber nach etwas mehr als ein halbes Jahr geschieden. Im Alter von 24 Jahren heiratete sie erneut, und zwar den Samurai Nomura Sadanuki (野村 貞貫), der über ein Einkommen von 413 Koku verfügte. Ihre eigenen vier Kinder starben früh, sie kümmerte sich um die drei Kinder ihres Mannes aus erster Ehe.
1832 wurde Motoni, zusammen mit ihrem Mann, Schülerin des Poeten Ōkuma Kotomichi (大隈 言道; 1798–1868). Im Jahr 1859, nach dem Tod ihres Mannes, wurde sie Nonne. Sie war mit Takasugi Shinsaku (1839–1867), Saigo Takamori (1828–1877) und anderen treuen Patrioten und Shogunats-Gegner verbunden. 1865 wurde sie festgenommen und auf die Insel Himeshima (姫島) im Genkai-Meer (玄界灘, Genkai-nada) verbannt. Zwei Jahre später konnte sie zurückkehren, starb aber kurz darauf, 61 Jahre alt.
Nomuras Schreibstil ist erfrischend. Es gibt die von ihrer selbst ausgewählte Sammlung Kōryō-shū (向陵集) und weitere Werke wie Kamigyō Nikki (上京日記), Himeshima Nikki (姫島日記), Hōshū Nikki (防州日記) und Yumekazoe (夢かぞへ).